# Ancharius griseus
Ancharius griseus és una espècie de peix de la família dels ancàrids i de l'ordre dels siluriformes.

## Morfologia
- Els mascles poden assolir 24,4 cm de longitud total.
- Nombre de vèrtebres: 42-44.[1]

## Hàbitat
És un peix d'aigua dolça i de clima tropical.

## Distribució geogràfica
Es troba a Madagascar.